# Команда EQUITES
Команда EQUITES (Команда Еквітес; 1998) — група українських мандрівників-екстремалів (Голтіс (Володимир Вукста), Александр Комаров, Костянтин Могильник та Андрій Супрун). EQUITES в перекладі з латинської означає «вершники». Здійснили знімальні експедиції на всі континенти. Займаються дайвінгом, скелелазанням, парапланеризмом, повітроплаванням, гірськими лижами, яхтинґом.

## Проекти
- 10 кроків до Африки (2001)
- Ігрове екстрім-шоу «Команда EQUITES» на телеканалі Інтер (лідер рейтингів в Україні, 2003—2004)
- Шляхом Колумба / Columbus Quest (2008—2009; один з організаторів цього проекту та оповідач Жерар Депардьє)
- Шляхом вікінґів / Viking Quest (2009)
- Земля дітей / CHILDREN'S EARTH
- С Полюса на Полюс (2011—2012)

## Нагороди кіностудії EQUITES
- Серія ТВ-фільмів Команда EQUITES (ТВ-канал ІНТЕР: 23 програми Х 40 хв.) отримало гран-прі у номінації «Ігри, в які грають люди» (Євразійський Телефорум, Москва 2003)
- Документальний фільм Салем Експрес. Нерівне дихання / SALEM EXPRESS. UNEVEN BREATH (реж.: О.Пєнкін, О.Столяров) нагороджений Palme de Bronze на 30-му всесвітньому кінофестивалі Підводного Зображення (Antibes Juan-les-Pins 2003)
- Документальний фільм Шляхом Колумба / COLUMBUS QUEST про перехід через Атлантику на яхті шляхом Колумба в умовах повного голодування (оповідач Жерар Депардьє): перша нагорода міжнародного кінофестивалю КіноЛітопис, Київ 2010)